# Jastrowie (plaats)
Jastrowie is een stad in het Poolse woiwodschap Groot-Polen, gelegen in de powiat Złotowski. De oppervlakte bedraagt 72,27 km², het inwonertal 8452 (2005).

## Verkeer en vervoer
- Station Jastrowie
- Station Jastrowie Miasto